# 1332 pr. n. št.

## Smrti
- Neferneferuaton,  faraonka Starega Egipta   (* ni znano)